# Édouard Ganche
Édouard Ganche (ur. 13 października 1880 w Baulon, zm. 31 maja 1945 w Lyonie) – francuski muzykolog, znawca twórczości Fryderyka Chopina.

## Życiorys
Z wykształcenia był lekarzem. Studiował też muzykę w Paryżu u Imberta i Experta. Napisał książkę Mon début dans le médecine (wyd. Paryż 1936). Był miłośnikiem i badaczem twórczości Fryderyka Chopina. W 1911 roku założył w Paryżu Société Frédéric Chopin, którego był wieloletnim przewodniczącym. W 1927 roku odwiedził Polskę. Zgromadził jedną z największych na świecie prywatnych kolekcji dokumentów i pamiątek po Chopinie. Był redaktorem wydania dzieł kompozytora The Oxford Original Edition of F. Chopin (3 tomy, Londyn 1928–1932).
Został odznaczony Legią Honorową oraz Orderem Odrodzenia Polski. Był żonaty z pianistką Marthe Bouvaist.

## Prace
(na podstawie materiałów źródłowych)
- La Vie de Frédéric Chopin dans son oeuvre: Sa liaison avec George Sand (Paryż 1909)
- Frédéric Chopin: Sa vie et ses oeuvres, 1810–1849 (Paryż 1909; 3. wydanie 1949)
- La Pologne et Frédéric Chopin (Paryż 1921)
- Dans le souvenir de Frédéric Chopin (Paryż 1925)
- Souffrances de Frédéric Chopin: Essai de médecine et de psychologie (Paryż 1934; 2. wydanie 1935)
- Voyages avec Frédéric Chopin (Paryż 1934)